# أورموند جونز
أورموند جونز (بالإنجليزية: Ormond Jones)‏ (24 أغسطس 1910 في المملكة المتحدة - 10 أبريل 1972 في المملكة المتحدة) هو لاعب كرة قدم ويلزي في مركز حراسة المرمى. لعب مع بورت فايل وستوك سيتي ونادي واتفورد ونورويتش سيتي ويوفل تاون ونادي مانسفيلد تاون وWednesbury Town F.C. ‏.